# Lego Horizon Adventures
Lego Horizon Adventures (в русской локализации — «Lego: Приключения Horizon») — компьютерная игра в жанре приключенческого экшена, разработанная нидерландской студией Guerrilla Games и великобританской Studio Gobo в сотрудничестве с датским производителем игрушек Lego Group и изданная компанией Sony Interactive Entertainment для игровых приставок PlayStation 5, Nintendo Switch и персональных компьютеров под управлением Windows. Спин-офф серии игр Horizon, воспроизводящий события игры Horizon Zero Dawn в тематике Lego. Выход игры состоялся 14 ноября 2024 года.

## Игровой процесс и сюжет
Lego Horizon Adventures — игра в жанре приключенческого экшена с игровым процессом в изометрической перспективе. Весь игровой мир состоит из отдельных игрушечных элементов в стиле конструкторов Lego и является бесшовным. Подобно другим проектам серии Horizon, игра обладает системой прицеливания в слабые точки противника. Роботы-машины имеют свои индивидуальные характеры и стратегии боя, а также максимально похожий на свои аналоги в Horizon Zero Dawn внешний вид. Имеется возможность гибко настраивать персонажей и главную локацию «Сердце Матери» (англ. Mother's Heart). Пользователь может играть не только за главную героиню Horizon Zero Dawn Элой, но и за одного из других главных героев оригинальной игровой серии; в игре есть кооперативный мультиплеер для двух игроков. Игра пересказывает историю Horizon Zero Dawn в оптимистичной и подходящей для детей и семейной аудитории манере, при этом апокалиптический характер сюжета значительно приуменьшен; вместо этого упор сделан на посылы об окружающей среде и на взаимоотношения Элой с её семьёй и друзьями. По словам нарративного директора Guerrilla Games Джеймса Винделера, повествование в игре длится около семи-восьми часов, а игроки имеют возможность повторно посетить регионы, которые они уже посещали, и разблокировать различные вещи после завершения основного сюжета.

## Разработка
Игра разрабатывалась студиями Guerrilla Games и Studio Gobo. Изначально сотрудники Guerrilla Games, многие из которых — фанаты Lego, строили прототипы машин из Horizon Zero Dawn с помощью конструктора Lego Duplo. У разработчиков было желание создать что-то более причудливое и весёлое в тематике Horizon после нескольких лет работы над этой серией игр. С другой стороны, вселенная Horizon привлекла компанию Lego Group из-за того, что многие элементы этого мира, такие как роботизированные машины, очевидным образом перекликаются с Lego; кроме того, производителю Lego понравилось, что игры серии Horizon имеют яркие цвета и поднимают оптимистичные темы, а также обладают относительно инклюзивной базой фанатов. По словам руководителя отдела брендовых игр Lego Кейт Брайант, Lego также привлёк характер главной героини Элой, поскольку она может «говорить с широкой аудиторией, потому что у неё есть та сила характера, которая может найти отклик у более молодой публики». Именно компания Lego Group, которая к тому времени имела опыт сотрудничества с Guerrilla Games по выпуску Lego-версии длинношея из Horizon, сделала предложение разработчикам по выпуску новой компьютерной игры.
Во время создания игры разработчики пытались воспроизвести постапокалиптические здания старого мира из оригинальной Horizon Zero Dawn в сеттинге Lego, чтобы они были максимально похожими на свой исходный дизайн. Создавая роботов-машин, которые также целиком состоят из кирпичиков Lego, инженеры старались сделать роботов максимально детализированными. Сделав скелет каждой из машин, команда Gobo добавляла поверх него все детали; по мнению арт-директора Guerrilla Роя Постмы, Lego-версия громозева в результате получила не сильно много изменений по сравнению с моделью этого робота в оригинальной Horizon Zero Dawn.
Для озвучивания игры было привлечено большинство исполнителей главных ролей из Horizon Zero Dawn и Horizon Forbidden West: так в озвучивании приняли участие Эшли Бёрч в роли Элой, Джейби Бланк в роли Раста, Джон Макмиллан в роли Варла и Джон Хопкинс в роли Эренда. Роль Сайленса, которого в прошлых играх играл покойный Лэнс Реддик, в Lego Horizon Adventures исполнил Тим Расс.

## Анонс, продвижение и выход
Lego Horizon Adventures была анонсирована 24 сентября 2024 года, когда был опубликован первый трейлер, а также была обнародована дата выхода новой игры — 14 ноября. 3 октября на игру начали приниматься предварительные заказы. До выхода игры студия Guerrilla Games публиковала на своём YouTube-канале видеоролики об игре, включая видео о разработке игры и релизный трейлер, который стал доступен в день релиза.
Наряду с базовой, существует более дорогая Digital Deluxe версия игры, в которой покупатель получает дополнительные внутриигровые материалы: кастомизацию американских горок, три костюма из серии игр Horizon, костюмы Рэтчета и Ривет из игры Ratchet & Clank: Rift Apart, а также костюм персонажа из игры LittleBigPlanet. Lego Horizon Adventures стала первой за последние 26 лет собственной игрой PlayStation, выпущенной также и на платформе Nintendo.

## Отзывы прессы
| Сводный рейтинг       | Сводный рейтинг                      |
| Агрегатор             | Оценка                               |
| --------------------- | ------------------------------------ |
| Metacritic            | 70/100 (PS5) 66/100 (PC) 64/100 (NS) |
| OpenCritic            | 71/100 (54 %)                        |
| «Критиканство»        | 56/100                               |
| Иноязычные издания    |                                      |
| Издание               | Оценка                               |
| Destructoid           | 6/10                                 |
| Digital Trends        | [ 19 ]                               |
| Edge                  | 5/10                                 |
| Eurogamer             | [ 21 ]                               |
| GameSpot              | 7/10                                 |
| GamesRadar+           | [ 23 ]                               |
| Hardcore Gamer        | 3,5/5                                |
| IGN                   | 7/10                                 |
| Nintendo Life         | [ 26 ]                               |
| NME                   | [ 27 ]                               |
| PC Gamer (US)         | 49/100                               |
| Push Square           | [ 29 ]                               |
| RPGFan                | 80/100                               |
| Shacknews             | 7/10                                 |
| The Games Machine     | 7,8/10                               |
| Русскоязычные издания |                                      |
| Издание               | Оценка                               |
| StopGame.ru           | «Проходняк»                          |

Согласно агрегатору рецензий Metacritic, Lego Horizon Adventures получила «смешанные или средние отзывы» от критиков. По данным OpenCritic, 54 % рецензентов рекомендовали игру, средняя оценка от ведущих критиков составила 71 баллов из 100. Рецензенты положительно высказывались о визуализации и проработке игрового мира, однако отрицательно оценивали дизайн уровней, называя его скучным и однообразным.